# Marshall Crenshaw
Marshall Crenshaw (né le 11 novembre 1953 à Détroit (Michigan)) est un musicien, chanteur et auteur américain. Il a connu le succès notamment grâce à sa chanson Someday, Someway et par la reprise de ses chansons par d'autres chanteurs, comme My Favourite Waste of Time (en) par Owen Paul (en). Il a également été acteur (Peggy Sue Got Married, La Bamba) et critique musical (Hollywood Rock: A Guide to Rock 'n' Roll in the Movies).
En 2013, Marshall retrouve son jeune ami Viktor Huganet en France, enregistre quelques chansons en studio et se produit en concert à Paris.

## Discographie

### Albums studio
- Marshall Crenshaw (1982)
- Field Day (1983)
- Downtown (1985)
- Mary Jean & 9 Others (1987)
- Good Evening (1989)
- Life's Too Short (1991)
- Miracle of Science (1996)
- #447 (1999)
- What's In The Bag? (2003)
- Jaggedland (2009)

### EP
- I Don't See You Laughing Now (2012)
- Stranger And Stranger (2013)
- Drivin' and Dreamin' (2013)
- Red Wine (2014)
- Move Now (2014)

## Source de la traduction
- (en) Cet article est partiellement ou en totalité issu de l’article de Wikipédia en anglais intitulé « Marshall Crenshaw » (voir la liste des auteurs).